# 898

## Události
Mojmír II. vyslal poselství do Říma k papeži a žádal ho o obnovení velkomoravského biskupství.

## Hlavy státu
- České knížectví – Spytihněv I.
- Velkomoravská říše – Mojmír II.
- Papež – Jan IX.
- Anglie – Alfréd Veliký
  - Mercie – Æthelred (879–911)
- Skotské království – Donald II.
- Východofranská říše – Arnulf Korutanský
- Západofranská říše – Odo Pařížský – Karel III. Bláhový
- Uherské království – Arpád
- První bulharská říše – Symeon I.
- Kyjevská Rus – Oleg
- Byzanc – Leon VI. Moudrý
- Svatá říše římská – Arnulf Korutanský